# Liste des conseillers généraux du Val-de-Marne
Cet article présente la composition du Conseil général du Val-de-Marne pour la période 2008-2015. Pour les élus des mandatures suivantes, voir la liste des conseillers départementaux du Val-de-Marne (2015-2021) et la liste des conseillers départementaux du Val-de-Marne

## Liste des anciens conseillers généraux duVal-de-Marne
| Canton                                 | Circonscription | Conseiller général | Parti | Série |
| -------------------------------------- | --------------- | ------------------ | ----- | ----- |
| Arrondissement de Créteil              |                 |                    |       |       |
| Canton d'Alfortville-Nord              | 9               |                    |       |       |
| Canton d'Alfortville-Sud               | 9               |                    |       |       |
| Canton de Boissy-Saint-Léger           | 3               |                    |       |       |
| Canton de Bonneuil-sur-Marne           | 1               |                    |       |       |
| Canton de Charenton-le-Pont            | 8               |                    |       |       |
| Canton de Choisy-le-Roi                | 2               |                    |       |       |
| Canton de Créteil-Nord                 | 1               |                    |       |       |
| Canton de Créteil-Ouest                | 2               |                    |       |       |
| Canton de Créteil-Sud                  | 2               |                    |       |       |
| Canton d'Ivry-sur-Seine-Est            | 10              |                    |       |       |
| Canton d'Ivry-sur-Seine-Ouest          | 10              |                    |       |       |
| Canton de Maisons-Alfort-Nord          | 8               |                    |       |       |
| Canton de Maisons-Alfort-Sud           | 8               |                    |       |       |
| Canton d'Orly                          | 2               |                    |       |       |
| Canton de Saint-Maur-des-Fossés-Centre | 1               |                    |       |       |
| Canton de Saint-Maur-des-Fossés-Ouest  | 7               |                    |       |       |
| Canton de Saint-Maur-La Varenne        | 1               |                    |       |       |
| Canton de Sucy-en-Brie                 | 4               |                    |       |       |
| Canton de Valenton                     | 3               |                    |       |       |
| Canton de Villecresnes                 | 3               |                    |       |       |
| Canton de Villeneuve-le-Roi            | 3               |                    |       |       |
| Canton de Villeneuve-Saint-Georges     | 3               |                    |       |       |
| Canton de Vitry-sur-Seine-Est          | 9               |                    |       |       |
| Canton de Vitry-sur-Seine-Nord         | 10              |                    |       |       |
| Canton de Vitry-sur-Seine-Ouest        | 9               |                    |       |       |
| Arrondissement de L'Haÿ-les-Roses      |                 |                    |       |       |
| Canton d'Arcueil                       | 11              |                    |       |       |
| Canton de Cachan                       | 11              |                    |       |       |
| Canton de Chevilly-Larue               | 12              |                    |       |       |
| Canton de Fresnes                      | 12              |                    |       |       |
| Canton de L'Haÿ-les-Roses              | 12              |                    |       |       |
| Canton du Kremlin-Bicêtre              | 10              |                    |       |       |
| Canton de Thiais                       | 12              |                    |       |       |
| Canton de Villejuif-Est                | 11              |                    |       |       |
| Canton de Villejuif-Ouest              | 11              |                    |       |       |
| Arrondissement de Nogent-sur-Marne     |                 |                    |       |       |
| Canton de Bry-sur-Marne                | 5               |                    |       |       |
| Canton de Champigny-sur-Marne-Centre   | 5               |                    |       |       |
| Canton de Champigny-sur-Marne-Est      | 5               |                    |       |       |
| Canton de Champigny-sur-Marne-Ouest    | 7               |                    |       |       |
| Canton de Chennevières-sur-Marne       | 4               |                    |       |       |
| Canton de Fontenay-sous-Bois-Est       | 6               |                    |       |       |
| Canton de Fontenay-sous-Bois-Ouest     | 6               |                    |       |       |
| Canton de Joinville-le-Pont            | 7               |                    |       |       |
| Canton de Nogent-sur-Marne             | 7               |                    |       |       |
| Canton d'Ormesson-sur-Marne            | 4               |                    |       |       |
| Canton du Perreux-sur-Marne            | 5               |                    |       |       |
| Canton de Saint-Mandé                  | 6               |                    |       |       |
| Canton de Villiers-sur-Marne           | 4               |                    |       |       |
| Canton de Vincennes-Est                | 6               |                    |       |       |
| Canton de Vincennes-Ouest              | 6               |                    |       |       |